# Парламентарни избори у Србији 2008.
Ванредни избори за народне посланике Републике Србије одржани су 11. маја 2008. године, осми пут по реду од увођења вишестраначких избора 1990. године.

## Позадина
Парламентарне изборе је расписао председник Србије, Борис Тадић, 13. марта 2008. године.
Влада је претходно на ванредној седници, три дана раније, донела одлуку да председнику Републике упути предлог за распуштање Народне скупштине. Наиме, ова одлука уследила је као последица нагло погоршаних односа између странака које су чиниле Владу (ДСС и НС с једне стране, и ДС-а и Г 17+ са друге стране) тек 10 месеци након формирања владајуће коалиције.
Директни узроци несугласица били су политичка криза након декларације о независности Косова и питање европске перспективе. ДС је инсистирао на потписивању Споразума о стабилизацији и придруживању (ССП), док је ДСС, између осталог, наглашавао да Европска унија најпре треба да призна територијалну целовитост Србије. Након анализе, ДСС се изјаснио за поништавање ССП-а. Јаз у владајућој коалицији је наговестило и одсуство подршке коалиције ДСС-НС Борису Тадићу у другом кругу председничких избора месец дана раније.
Уједно, избори су расписани за 11. мај, за када су били већ заказани локални избори.

## Прописи
На овим изборима, изборне листе које се кандидују морале су да добију најмање 10.000 бирача да би њихова кандидатура била прихваћена од стране Републичке изборне комисије (РИК).
Упутством РИК-а било је предвиђено да листе националних мањина морају имати подршку најмање 3.000 бирача, међутим 9. априла је Уставни суд Србије, поступајући по жалби Српске радикалне странке, поништио то смањење, тако да и за те листе важи исти број потребних потписа предвиђен законом, као и за остале листе.
Посланички мандати се распоређују Д'Онтовим системом највећих количника. Да би добиле мандате у Скупштини, изборне листе морају да пређу и цензус од 5%, осим листâ националних мањина, за које важи природни цензус.
Изборна тишина трајала је од 9. до 11. маја у 20 часова када су се бирачка места затворила.

## Листе кандидата за народне посланике

### Званичне изборне листе
Изборне листе су поређане по редоследу проглашења од стране Републичке изборне комисије и тим редом су исписане на гласачком листићу. Предаја изборних листа трајала је од 20. марта до 25. априла 2008. године.
| #  | Назив | Назив | Назив | Први на листи      | Главна идеологија          | Политичка позиција         |
| -- | ----- | --- | --- | ------------------ | -------------------------- | -------------------------- |
| 1  |       | - За европску Србију – Борис Тадић - ДС, Г17+, СДП, ЛСВ, СПО, ДСХВ                                                            | - За европску Србију – Борис Тадић - ДС, Г17+, СДП, ЛСВ, СПО, ДСХВ                                                            | Драгољуб Мићуновић | Социјални либерализам      | Од центра до левог центра  |
| 2  |       | - Либерално-демократска партија – Чедомир Јовановић - ЛДП, СДУ, ДХСС                                                          | - Либерално-демократска партија – Чедомир Јовановић - ЛДП, СДУ, ДХСС                                                          | Чедомир Јовановић  | Либерализам                | Центар                     |
| 3  |       | - Демократска странка Србије – Нова Србија – Војислав Коштуница - ДСС, НС                                                     | - Демократска странка Србије – Нова Србија – Војислав Коштуница - ДСС, НС                                                     | Војислав Коштуница | Национални конзервативизам | Десница                    |
| 4  |       | - Српска радикална странка – Др Војислав Шешељ - СРС                                                                          | - Српска радикална странка – Др Војислав Шешељ - СРС                                                                          | Војислав Шешељ     | Ултранационализам          | Крајња десница             |
| 5  |       | - Социјалистичка партија Србије (СПС) – Партија уједињених пензионера Србије (ПУПС) – Јединствена Србија (ЈС) - СПС, ПУПС, ЈС | - Социјалистичка партија Србије (СПС) – Партија уједињених пензионера Србије (ПУПС) – Јединствена Србија (ЈС) - СПС, ПУПС, ЈС | Ивица Дачић        | Популизам                  | Велики шатор               |
| 6  |       | листа националне мањине | - Бошњачка листа за европски Санџак – Др Сулејман Угљанин - СДАС, СЛП, BDSS, РС                                               | Сулејман Угљанин   | Бошњачка мањинска права    | Од центра до десног центра |
| 7  |       | листа националне мањине | - Мађарска коалиција - Иштван Пастор - Magyar koalíció – Pásztor István - VMSZ/СВМ, VMDK/ДЗВМ, VMDP/ДСВМ                      | Иштван Пастор      | Мађарска мањинска права    | Десни центар               |
| 8  |       | - Реформистичка странкa – Др Александар Вишњић - РС                                                                           | - Реформистичка странкa – Др Александар Вишњић - РС                                                                           | Снежана Миљковић   | Реформизам                 | Центар                     |
| 9  |       | - Да се село пита – Народна сељачка странка – Маријан Ристичевић - НСС                                                        | - Да се село пита – Народна сељачка странка – Маријан Ристичевић - НСС                                                        | Радиша Павловић    | Аграризам                  | Десница                    |
| 10 |       | - Покрет снага Србије – Богољуб Карић - ПСС                                                                                   | - Покрет снага Србије – Богољуб Карић - ПСС                                                                                   | Драгомир Карић     | Конзервативизам            | Десни центар               |
| 11 |       | листа националне мањине | - Грађанска иницијатива Горанаца – ГИГ - ГиГ                                                                                  | Орхан Драгаш       | Горанска мањинска права    | Горанска мањинска права    |
| 12 |       | листа националне мањине | - Уједињени Власи Србије – Др Предраг Балашевић - ВНС, ВДСБ, ВДСН, ВДСК                                                       | Предраг Балашевић  | Влашка мањинска права      | Центар                     |
| 13 |       | - Војвођанска партија – Мр Игор Курјачки - ВП                                                                                 | - Војвођанска партија – Мр Игор Курјачки - ВП                                                                                 | Зоран Трифунац     | Војвођански аутономизам    | Левица                     |
| 14 |       | листа националне мањине | - Роми за Рома – Милош Паунковић - РЗР                                                                                        | Милош Паунковић    | Ромска мањинска права      | Ромска мањинска права      |
| 15 |       | листа националне мањине | - Црногорска партија – Ненад Стевовић - ЦП                                                                                    | Ненад Стевовић     | Црногорска мањинска права  | Црногорска мањинска права  |
| 16 |       | листа националне мањине | - Унија Рома Србије – Др Рајко Ђурић - УРС                                                                                    | Рајко Ђурић        | Ромска мањинска права      | Ромска мањинска права      |
| 17 |       | листа националне мањине | - Коалиција Албанаца Прешевске долине – Koalicioni i Shqiptarëve të Luginës së Preshevës - PVD/ПДД и партнери                 | Риза Халими        | Албанска мањинска права    | Десни центар               |
| 18 |       | листа националне мањине | - Савез бачких Буњеваца – Мирко Бајић - СББ                                                                                   | Мирко Бајић        | Буњевачка мањинска права   | Буњевачка мањинска права   |
| 19 |       | - Покрет Моја Србија – Бранислав Лечић - МС                                                                                   | - Покрет Моја Србија – Бранислав Лечић - МС                                                                                   | Бранислав Лечић    | Либерализам                | Центар                     |
| 20 |       | - Народни покрет за Србију – Милан Парошки - НПС                                                                              | - Народни покрет за Србију – Милан Парошки - НПС                                                                              | Милан Парошки      | Српски национализам        | Десница                    |
| 21 |       | - Патриотска странка дијаспоре – Зоран Милинковић - ПСД                                                                       | - Патриотска странка дијаспоре – Зоран Милинковић - ПСД                                                                       | Бранко Опачић      | Права дијаспоре            | Права дијаспоре            |
| 22 |       | листа националне мањине | - Ромска партија – Срђан Шајн - РП                                                                                            | Срђан Шајн         | Ромска мањинска права      | Ромска мањинска права      |

— мањинска листа

## Предизборни слогани неких изборних листа
| Изборна листа        | Слоган(и)                                                         |
| -------------------- | ----------------------------------------------------------------- |
| ДСС-НС               | Подржи Србију!                                                    |
| За европску Србију   | Акција уместо приче (Г17 плус)                                    |
| Покрет „Моја Србија“ | Моја породица, моја улица, мој град, моја покрајина и моја Србија |
| Унија Рома Србије    | Храбро и паметно за европску Србију                               |
| ЛДП                  | Шири даље Србија без граница                                      |
| СПС-ПУПС-ЈС          | Устани Србијо! Да победимо неправду! Почнимо љубав испочетка      |
| СРС                  | Напред Србијо!                                                    |
| ПСС                  | Не дам Србију!                                                    |

## Истраживања јавног мњења
| Партија | Medium Gallup, март 2008. | Strategic Marketing, март 2008. | CeSID, мај 2008. | Medium Gallup, мај 2008. |
| ------- | ------------------------- | ------------------------------- | ---------------- | ------------------------ |
| СРС     | 91                        | 90                              | 86               | 90                       |
| ЗЕС     | 88                        | 83                              | 81               | 85                       |
| ДСС-НС  | 30                        | 30                              | 35               | 30                       |
| СПС     | 16                        | 17                              | 19               | 19                       |
| ЛДП     | 15                        | 20                              | 19               | 16                       |
| мањине  | 10                        | 10                              | 10               | 10                       |
| укупно  | 250                       | 250                             | 250              | 250                      |

## Резултати
Дана 20. маја 2008., РИК је објавио укупне резултате избора. Број бирача уписаних у бирачки списак је био 6.749.688 бирача, укупан број бирача који су гласали је 4.141.176, број примљених гласачких листића 6.814.527, број неупотребљених гласачких листића 2.673.351, број употребљених гласачких листића 4.139.384, број неважећих гласачких листића 88.148, а број важећих гласачких листића је био 4.051.236.
|                                    |                                     |           |        |         |      |
| Партија                            | Партија                             | Гласови   | %      | Мандати | +/–  |
|                                    | За европску Србију                  | 1.590.200 | 39,25  | 102     | +15  |
|                                    | Српска радикална странка            | 1.219.436 | 30,10  | 78      | –3   |
|                                    | ДСС−НС                              | 480.987   | 11,87  | 30      | –13  |
|                                    | СПС коалиција                       | 313.896   | 7,75   | 20      | +2   |
|                                    | ЛДП коалиција                       | 216.902   | 5,35   | 13      | +2   |
|                                    | Мађарска коалиција                  | 74.874    | 1,85   | 4       | +1   |
|                                    | Бошњачка листа за европски Санџак   | 38.148    | 0,94   | 2       | 0    |
|                                    | Покрет снага Србије                 | 22.250    | 0,55   | 0       | 0    |
|                                    | Коалиција Албанаца Прешевске долине | 16.801    | 0,41   | 1       | 0    |
|                                    | Народна сељачка странка             | 12.001    | 0,30   | 0       | 0    |
|                                    | Реформистичка странка               | 10.563    | 0,26   | 0       | 0    |
|                                    | Ромска партија                      | 9.103     | 0,22   | 0       | –1   |
|                                    | Покрет Моја Србија                  | 8.879     | 0,22   | 0       | нова |
|                                    | Уједињени Власи Србије              | 6.956     | 0,17   | 0       | нова |
|                                    | Грађанска иницијатива Горанаца      | 5.453     | 0,13   | 0       | нова |
|                                    | Роми за Рома                        | 5.115     | 0,13   | 0       | нова |
|                                    | Унија Рома Србије                   | 4.732     | 0,12   | 0       | –1   |
|                                    | Војвођанска партија                 | 4.208     | 0,10   | 0       | 0    |
|                                    | Народни покрет за Србију            | 3.795     | 0,09   | 0       | нова |
|                                    | Црногорска партија                  | 2.923     | 0,07   | 0       | нова |
|                                    | Савез бачких Буњеваца               | 2.023     | 0,05   | 0       | нова |
|                                    | Патриотска странка дијаспоре        | 1.991     | 0,05   | 0       | нова |
| Укупно                             | Укупно                              | 4.051.236 | 100,00 | 250     | 0    |
|                                    |                                     |           |        |         |      |
| Важећи гласови                     | Важећи гласови                      | 4.051.236 | 97,87  |         |      |
| Неважећи/празни гласови            | Неважећи/празни гласови             | 88.148    | 2,13   |         |      |
| Укупно гласова                     | Укупно гласова                      | 4.139.384 | 100,00 |         |      |
| Регистровани бирачи/излазност      | Регистровани бирачи/излазност       | 6.749.688 | 61,33  |         |      |
| Извор: Републичка изборна комисија |                                     |           |        |         |      |

- РИК, Извештај о укупним резултатима избора за народне посланике Народне скупштине Републике Србије[мртва веза].

## Последице избора
Иако је листа За европску Србију (предвођена ДС-ом) по први пут од 2000. однела победу на изборима испред радикала, није освојила довољан број посланика да самостално формира владу. Због свог оствареног резултата, оцењено је да најбољу преговарачку позицију има Социјалистичке партије Србије, која је својом одлуком могла да одлучи ко ће формирати владајућу коалицију. Одмах по саопштавању резултата избора, Српска радикална странка, Демократска странка Србије и Нова Србија кренуле су у преговоре са коалицијом окупљеном око СПС-а о формирању нове Владе. Ти преговори су трајали до јуна месеца, али нису завршени успешно зато што СПС није хтео да прихвати предлог ДСС-а о поништавању Споразума о стабилизацији и придруживању (ССП) Европској унији.
Социјалисти и њихови партнери крећу у преговоре са листом За европску Србију, са којима су се за кратко време договорили око пет принципа – „очување Србије, социјална правда, наставак европских интеграција Србије, борба против корупције и криминала”. Такође, из ЕУ је стизала подршка формирању проевропске владе, док је постојао наговештај председника Социјалистичке интернационале за пријем СПС-а у ту организацију уколико би омогућила формирање европски оријентисане владе.
Резултат преговора на крају је био успешан – 25. јуна за председника Скупштине Србије изабрана је Славица Ђукић-Дејановић (функционер СПС-а), а у наредним данима усаглашена су и кадровска решења у новој Влади Србије.
Дана 7. јула, нова Влада ступила је на дужност. За њеног премијера изабран је Мирко Цветковић као нестраначка личност, а за његовог заменика, првог потпредседника, и министра полиције изабран је лидер СПС-а, Ивица Дачић. На преостала три потпредседничка места у Влади дошли су лидер Г 17 плус Млађан Динкић, лидер Партије уједињених пензионера Србије Јован Кркобабић, и функционер ДС-а Божидар Ђелић.